# Flacillula nitens
Flacillula nitens är en spindelart som beskrevs av Berry, Beatty, Prószynski 1997. Flacillula nitens ingår i släktet Flacillula och familjen hoppspindlar. Inga underarter finns listade i Catalogue of Life.